# Indra (Pépin)
Pour les articles homonymes, voir Indra (homonymie).
Indra est une œuvre de musique de chambre pour violon et piano de la compositrice française Camille Pépin, écrite en 2017.

## Contexte et création
Camille Pépin compose Indra en 2017, en hommage à la compositrice française Lili Boulanger. Elle s'inspire d'Indra, dieu de la mythologie hindoue. L'œuvre s'oppose à Kono-Hana, œuvre pour violoncelle seul, qui s'inspire de la déesse du cerisier Kono-Hana. L'œuvre est créée par Raphaëlle Moreau au violon et Célia Oneto Bensaid au piano.